# Enkhuizens

Locatie van Enkhuizen

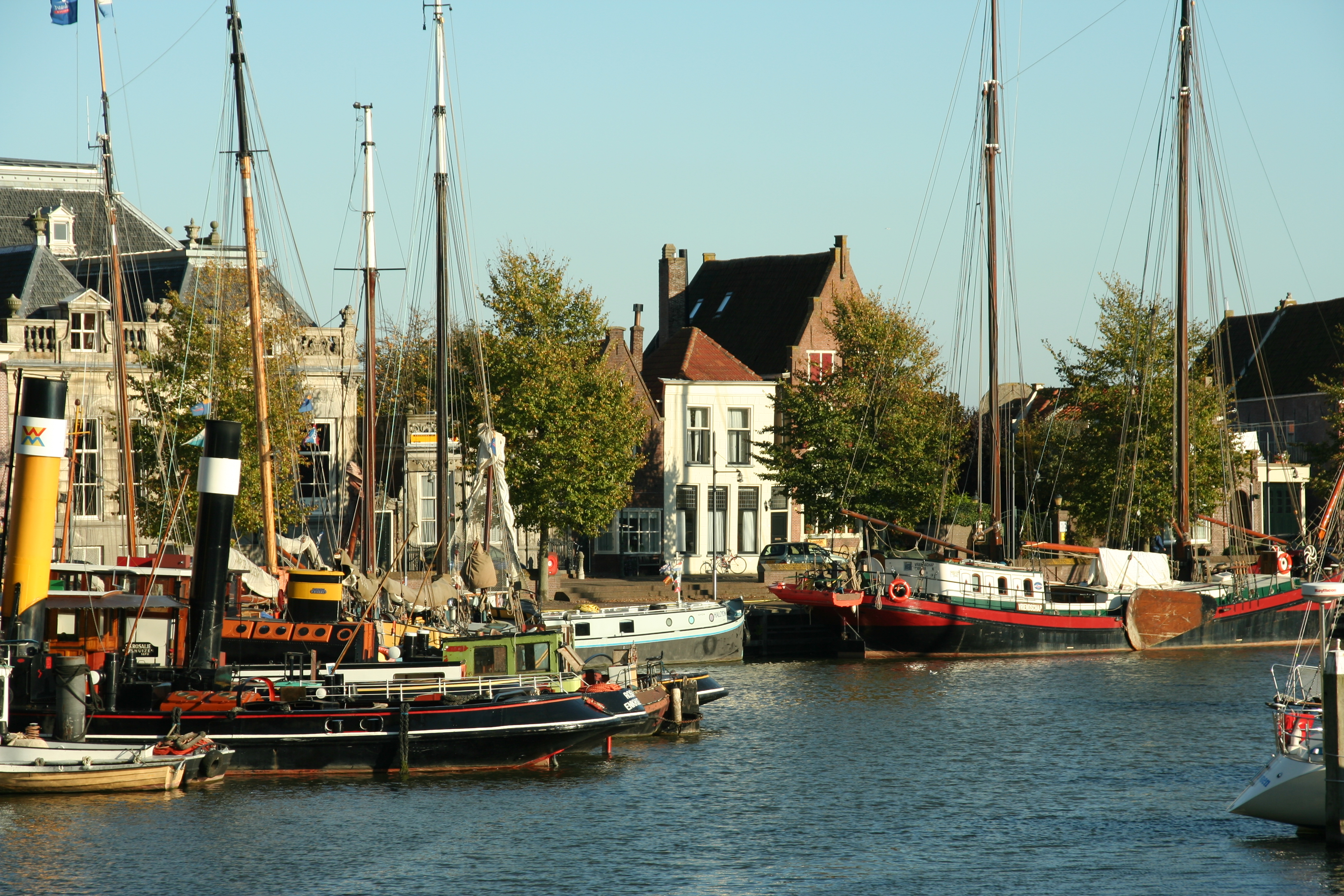
Haven van Enkhuizen

Het Enkhuizens is het dialect van de Noord-Hollandse stad Enkhuizen. Het dialect wordt gezien als een West-Fries dialect, maar heeft wel een zeer eigen karakter. Het Enkhuizens is namelijk op een aantal punten veel conservatiever dan de dialecten in de directe omgeving van de stad, waardoor het dialect ook wel tot het Eiland-West-Fries wordt gerekend.
In 1981 verscheen het Enkhuizer woordenboek van Sjoerd Spoelstra. In dit woordenboek wordt ook op een aantal dialectkenmerken ingegaan.

## Typering
Het West-Fries wordt weleens onderverdeeld in twee hoofdgroepen: het Eiland-West-Fries enerzijds en het Land-West-Fries anderzijds. Zoals de benamingen al doen vermoeden worden met de eerste groep het Tessels en het Wierings bedoeld. Ook het uitgestorven dialect van Vlieland sloot zich aan bij dit Eiland-West-Fries.
De typische kenmerken van het Eiland-West-Fries zijn de uitspraak van ie voor "ij" en uu voor "ui". Kenmerken die ook typerend zijn voor het Enkhuizer dialect. Net als in het Tessels en het Wierings spreekt men in Enkhuizen van diek, tied, muus en duuf. Derhalve wordt ook het Enkhuizens wel als "Eiland-West-Fries" getypeerd. De omliggende dorpen gebruiken vormen als duif en taid (of toid). Winkler vermeldde in 1874 nog dat de 'ij' en 'ui' met een meer open monoftong gesproken werden, de eerste aanzet naar een tweeklank. Deze klanken werden ook gehoord in Benningbroek en in andere Drechterlandse plaatsen. Deze klanken kwamen indertijd ook voor op Vlieland en Urk en in het West-Veluws, hoewel de ie en uu ook voorkwamen. In het Urkers komen deze klanken nog altijd voor. Deze klanken zijn later weer in een ie en uu veranderd, mogelijk ondersteund door oostelijke invloed, maar niet in het Drechterland. De klank is hier gaan diftongeren.
Het eigen karakter van het Enkhuizens laat zich historisch verklaren. Als oude, omwalde stad was Enkhuizen een gesloten centrum, dat vooral in de Gouden Eeuw tot grote bloei kwam. Na deze gouden tijd raakte het stadje echter in verval en raakte van de rest van Nederland afgekeerd. De positie van Enkhuizen laat zich vergelijken met vissersplaatsen als Urk en Volendam (met de zeer eigenzinnige dialecten Urks en Volendams): door historische redenen was de stad een "eiland" geworden, relatief afgesloten van het achterland.

## Kenmerken
Als gezegd is een opvallend kenmerk van het Enkhuizens dat de "ij" er als ie klinkt en de "ui" als uu. Dit is een behoudend element in het dialect: in het Middelnederlands immers waren deze klanken algemeen, maar vanaf de 16e eeuw is het in de standaardtaal gebruikelijk geworden te diftongeren: "uu" werd ui en "ie" werd ij. Het Enkhuizens heeft, samen met het Tessels, het Wierings en het Vlielands aan deze klankverschuiving niet deelgenomen. Opvallend zijn woorden als "flute" en "spute", met "uu", terwijl deze woorden in het Tessels en het Wierings nu juist — als uitzondering op de regel — met ui worden uitgesproken.
Woorden als "schaap" en "kaas" worden in Enkhuizen met de ee van "beer" uitgesproken: kees, skeep. In de directe omgeving van de stad klinkt het echter keis en skeip. Ook hier komt het Enkhuizens weer met het Tessels en het Wierings overeen en onderscheidt het zich van alle andere dialecten op het vasteland. Soms wordt het Enkhuizens wel als een "compromis" tussen het Eiland-West-Fries en het Land-West-Fries gezien. Het dialect heeft ook meer Hollandse vormen dan de eilanddialecten.
Hollandse invloed zien we in woorden als "pijp", "vijf" en "wijf", die meestal met een ij worden uitgesproken en dus niet, zoals oorspronkelijk het geval moet zijn geweest, met ie. Ook opvallend zijn woorden als "dorp" en "vork": nagenoeg alle West-Friese dialecten gebruiken hier durp en vurk. Toch blijkt de vorm vurkie in het Enkhuizens tot begin 20e eeuw gebruikt te zijn, en is opgetekend door Kloeke.
Een ander opvallend kenmerk van het Enkhuizens is het wegvallen van de h in anlaut. Een "huis" wordt zo een uus. Deze h-wegval vinden we niet in het Tessels en ook niet in het Wierings, maar wel in het Volendams en ook in het oude Vlielander dialect. Wegvallen van de h is een verschijnsel dat in veel Nederlandse dialecten optreedt. Verder typisch en algemeen West-Fries is het behoud van sk- waar het Standaardnederlands "sch-" heeft staan.

### Invloed uit het oosten
Op bepaalde punten wijkt het Enkhuizens van de andere Noord-Hollandse dialecten af, zodanig, dat onderzoekers een invloed van buitenaf vermoeden. Dit zou dan het oosten van Nederland zijn, waar Nedersaksische dialecten worden gesproken. De volgende kenmerken van het Enkhuizens vallen niet onder het West-Fries te scharen:
- De typische woorden breg, reg, pet klinken, als Standaardnederlands, "brug", "rug" en "put"

- De typische ie die vooral conservatieve West-Friese dialecten gebruiken in o.a. vier (vuur) komt in het Enkhuizens zo niet voor; "vuur".

- Het Enkhuizens heeft "art", "varf" en niet "urt" of "ort", de West-Friese vormen.

- Het Enkhuizense woord voor "nieuw" is nij; echt West-Fries is nuw. Deze ij is hoogstwaarschijnlijk uit het oosten afkomstig.

- "Voor" is in het Enkhuizens veur; ook dit is eerder Nedersaksisch dan West-Fries. Toch hebben dialecten om Enkhuizen heen (Drechterlands) de "eu" ook op deze plek; het Enkhuizens lijkt deze dialecten toch te hebben beïnvloed.[7]

## Status
Heden ten dage wordt het Enkhuizer dialect niet heel veel meer gesproken. Doordat vele mensen van buiten Enkhuizen in de stad zijn gaan wonen, en het Standaardnederlands of het "gewone" West-Fries meebrengen, raakt het dialect langzaamaan vergeten, en wordt vervangen voor de Noord-Hollandse of West-Friese omgangstaal zoals die ook elders in de provincie wordt gesproken.